# ريكتسيا قطية
ريكتسيا قطية (الاسم العلمي:Rickettsia felis) هي نوع من البكتيريا تتبع جنس الريكتسيا من الفصيلة الريكتسية.